# 夏の庭 The Friends
『夏の庭 The Friends』（なつのにわ ザ・フレンズ）は湯本香樹実の小説、およびそれを原作とした日本の映画、舞台作品。原作小説は1992年に刊行され、十数か国で翻訳出版されている。タイトルはセルジオ・アサドの同名組曲『夏の庭』より。

## あらすじ
小学6年生の「僕」（木山）は6月のある日、山下という太ったクラスメイトが祖母の葬式に出席したという話を聞いてから、「死」について考えるようになる。すると眼鏡をかけた友達の河辺が、近所に1人で住んでいるおじいさんが死ぬのを目撃しようと提案し、3人はおじいさんの生活を見張ることになる。初めはこっそり見張っていた3人だったが、夏休みに入ると、やがておじいさんと顔を合わせ、話すようになり、成り行きからゴミを出したり洗濯を手伝ったり庭の草むしりをするようになる。作業を通じて、3人とおじいさんは親しくなっていく。
8月の台風が来た日、3人は庭に植えたコスモスが心配でおじいさんの家に集まる。そこでおじいさんは3人に戦争中、生きるためにジャングルの村の身重の女の人を殺した話を語り、終戦後、結婚していた妻とは連絡を取らずに姿を消したと話す。3人はおじいさんのかつての妻の古香弥生という名前を手がかりに、電話帳で居場所を探すと、老人ホームにいることがわかる。会いに行く3人だったが、弥生さんは夫はもう死んだのだと語る。3人はおじいさんのために、弥生さんに似ている近所の種屋のおばあさんに、弥生さんのふりをしておじいさんに会ってほしいと頼む。嘘はすぐにバレてしまうが、おじいさんとおばあさんは楽しそうに北海道の故郷の話をする。
夏の終わり、3人はサッカー教室の合宿に行く。帰ってきておじいさんの家に行くと、おじいさんは部屋で横になって死んでいる。葬式で、おじいさんは遺産を弥生さん宛に残していたことが分かる。やがて季節は過ぎ、「僕」は私立の中学校へ、山下は公立中学校へ、河辺は母親の再婚でチェコに行くことになる。四つ角で、山下はもう1人でトイレに行けるようになったと言う。「だってオレたち、あの世に知り合いがいるんだ。それってすごい心強くないか！」「僕」は頷き、3人は違う道を歩きはじめる。

## 受賞歴
- 1993年 - 日本児童文学者協会新人賞[1]
- 1993年 - 児童文芸新人賞[1]
- 1997年 - ボストン・グローブ=ホーン・ブック賞[1]
- 1997年 - ミルドレッド・バチェルダー賞[1]

## 映画
1994年公開。神戸市を舞台とし、セリフは全編神戸弁で演じられている。

### キャスト
- 傳法喜八 - 三國連太郎
- 木山諄 - 坂田直樹
- 河辺 - 王泰貴
- 山下勇志 - 牧野憲一
- 近藤静香 - 戸田菜穂
- 木山ともみ - 根本りつ子
- 葬儀屋 - 笑福亭鶴瓶
- 谷口コーチ - 寺田農
- 長友 - 柄本明
- 勝弘 - 矢崎滋
- 古香弥生 - 淡島千景

### スタッフ
- 監督：相米慎二
- 原作：湯本香樹実
- 脚本：田中陽造
- 音楽：セルジオ・アサド
- EDテーマ：ZARD「Boy」
- 撮影：篠田昇
- 照明：熊谷秀夫、上田なりゆき
- 美術：部谷京子
- 録音：野中英敏
- 編集：奥原好幸
- 助監督：宮城仙雅、吉村達矢、阿部雄一、清水啓太郎
- 制作担当：田口聖
- 音響効果：斉藤昌利
- 現像：IMAGICA
- 製作者：伊地智啓、安田匡裕
- 企画：吉野俊太郎、大木達哉
- プロデューサー：加藤悦弘、藤門浩之
- 製作協力：電通関西支社、キティ・フィルム、エンジンフィルム
- 製作：讀賣テレビ放送
- 配給：ヘラルド・エース

## 舞台
- 1997年8月に脚本を鐘下辰男、演出を鶴橋康夫が担当する形でPARCO劇場にて上演された。

- 2015年から劇団のらくりん座により[4]、度々上演されている[5]

## 朗読
- 朗読の世界（NHK-FM）
  - 湯本香樹実「夏の庭 The Friends」（2025年6月16日 - 7月18日）[6] - 全25回で朗読、読み手は渡辺裕太